# Глоудис Педла Виггоусдоуттир
Гло́удис Пе́рла Ви́ггоусдоуттир (исл. Glódís Perla Viggósdóttir; род. 27 июня 1995, Акюрейри) — исландская футболистка, капитан и защитница немецкой «Баварии» и сборной Исландии.
В 2022 и 2023 годах признавалась футболисткой года в Исландии. В 2024 году номинировалась на «Золотой мяч».

## Биография
Родилась 27 июня 1995 года в Акюрейри. Родители: Магнеа Ингигердюр Хардардоуттир (Magnea Ingigerður Harðardóttir; род. 21 июня 1971) и Виггоу Магнуссон (Viggó Magnússon; род. 14 августа 1971). Сёстры: Тельма Раун (Telma Rán Viggósdóttir; род. 29 июля 1993) и Баура Бриндис (Bára Bryndís Viggósdóttir; род. 20 ноября 1998).

## Клубная карьера
Глоудис Виггоусдоуттир в юношеском возрасте играла за датский клуб «Эгебьерг». Первым профессиональным клубом для футболистки стал «ХК/Викингур». В 2012 году перешла в «Стьярнан». С 2015 по 2017 годы играла за шведский «Эскильстуна Юнайтед», а в июле 2017 года перешла в «Русенгорд».
В июле 2021 года подписала контракт с мюнхенской «Баварией». В сезоне 2022/23 в составе немецкой команды стала чемпионкой страны. В сентябре 2023 года была назначена капитаном команды, а чуть позднее продлила свой контракт с клубом до 2026 года.

## Карьера в сборной
4 августа 2012 года дебютировала за основную сборную Исландии в товарищеском матче против Шотландии.
7 апреля 2022 года в игре против Белоруссии в рамках отбора на чемпионат мира 2023 провела свой 100-й матч за национальную команду.

## Достижения

### Командные
«Стьярнан»
- обладательница Кубка Исландии: (1) 2012
- обладательница Кубка лиги Исландии: (1) 2013
- обладательница Суперкубка Исландии: (1) 2012

 «Русенгорд»
- чемпионка Швеции: (1) 2019
- обладательница Кубка Швеции: (2) 2017, 2018

 Бавария
- чемпионка Германии: (2) 2022/23, 2023/24
- обладательница Кубка Германии: (1) 2024

### Личные
- футболистка года в Исландии: (3) 2022, 2023, 2024
- номинация на «Золотой мяч»: (1) 2024 (22-е место)

## Награды
- Орден Исландского сокола (2025)[18]